# Annie Burgess
Annie Burgess-La Fleur (nacida el 10 de marzo de 1969 en Puerto Moresby,  Papúa Nueva Guinea) es una exjugadora de baloncesto australiana. Consiguió 2 medallas en competiciones internacionales con Australia.